# 耶尔拉贡特拉
耶尔拉贡特拉（Yerraguntla），是印度安得拉邦Cuddapah县的一个城镇。总人口26736（2001年）。

## 人口
该地2001年总人口26736人，其中男性13408人，女性13328人；0—6岁人口3280人，其中男1677人，女1603人；识字率59.84%，其中男性为69.85%，女性为49.76%。